# Giro del Trentino 1992
Il Giro del Trentino 1992, sedicesima edizione della corsa, si svolse dal 12 al 15 maggio su un percorso di 713 km ripartiti in 4 tappe, con partenza ad Arco e arrivo a Riva del Garda. Fu vinto dall'italiano Claudio Chiappucci della Carrera-Vagabond-Tassoni davanti al suo connazionale Roberto Conti e al polacco Zenon Jaskuła.

## Tappe
| Tappa  | Data      | Percorso                            | km  | Vincitore di tappa | Leader cl. generale |
| ------ | --------- | ----------------------------------- | --- | ------------------ | ------------------- |
| 1ª     | 12 maggio | Arco > Trento                       | 183 | Franco Chioccioli  | Franco Chioccioli   |
| 2ª     | 13 maggio | Torbole sul Garda > Tione di Trento | 160 | Adriano Baffi      | Franco Chioccioli   |
| 3ª     | 14 maggio | Tione di Trento > Alpe di Pampeago  | 166 | Claudio Chiappucci | Claudio Chiappucci  |
| 4ª     | 15 maggio | Tesero > Riva del Garda             | 204 | Vadim Chabalkine   | Claudio Chiappucci  |
| Totale | Totale    | Totale                              | 713 |                    |                     |

## Dettagli delle tappe

### 1ª tappa
- 12 maggio: Arco > Trento – 183 km

| Pos. | Corridore          | Squadra  | Tempo    |
| ---- | ------------------ | -------- | -------- |
| 1    | Franco Chioccioli  | MG Boys  | 5h05'28" |
| 2    | Massimiliano Lelli | Ariostea | s.t.     |
| 3    | Zenon Jaskuła      | MG Boys  | s.t.     |

| Pos. | Corridore         | Squadra | Tempo |
| ---- | ----------------- | ------- | ----- |
| 1    | Franco Chioccioli | MG Boys |       |

### 2ª tappa
- 13 maggio: Torbole sul Garda > Tione di Trento – 160 km

| Pos. | Corridore            | Squadra       | Tempo    |
| ---- | -------------------- | ------------- | -------- |
| 1    | Adriano Baffi        | Ariostea      | 4h08'19" |
| 2    | Stefano Zanini       | Italbonifica  | s.t.     |
| 3    | Germano Pierdomenico | Mercatone Uno | s.t.     |

| Pos. | Corridore         | Squadra | Tempo |
| ---- | ----------------- | ------- | ----- |
| 1    | Franco Chioccioli | MG Boys |       |

### 3ª tappa
- 14 maggio: Tione di Trento > Alpe di Pampeago – 166 km

| Pos. | Corridore          | Squadra   | Tempo    |
| ---- | ------------------ | --------- | -------- |
| 1    | Claudio Chiappucci | Carrera   | 5h08'51" |
| 2    | Roberto Conti      | Ariostea  | a 45"    |
| 3    | Leonardo Sierra    | ZG Mobili | a 50"    |

| Pos. | Corridore          | Squadra | Tempo |
| ---- | ------------------ | ------- | ----- |
| 1    | Claudio Chiappucci | Carrera |       |

### 4ª tappa
- 15 maggio: Tesero > Riva del Garda – 204 km

| Pos. | Corridore            | Squadra       | Tempo    |
| ---- | -------------------- | ------------- | -------- |
| 1    | Vadim Chabalkine     | Festina-Lotus | 5h12'34" |
| 2    | Germano Pierdomenico | Mercatone Uno | s.t.     |
| 3    | Sean Kelly           | Festina-Lotus | s.t.     |

| Pos. | Corridore          | Squadra  | Tempo     |
| ---- | ------------------ | -------- | --------- |
| 1    | Claudio Chiappucci | Carrera  | 19h35'19" |
| 2    | Roberto Conti      | Ariostea | a 35"     |
| 3    | Zenon Jaskuła      | MG Boys  | a 1'47"   |

## Classifiche finali

### Classifica generale
| Pos. | Corridore            | Squadra                      | Tempo     |
| ---- | -------------------- | ---------------------------- | --------- |
| 1    | Claudio Chiappucci   | Carrera-Vagabond-Tassoni     | 19h35'19" |
| 2    | Roberto Conti        | Ariostea                     | a 35"     |
| 3    | Zenon Jaskuła        | MG Boys Maglificio-Technogym | a 1'47"   |
| 4    | Paolo Botarelli      | Jolly Componibili-Club 88    | a 2'07"   |
| 5    | Stefano Della Santa  | Amore & Vita-Fanini          | a 2'24"   |
| 6    | Leonardo Sierra      | ZG Mobili-Selle Italia       | a 2'26"   |
| 7    | Rodolfo Massi        | Jolly Componibili-Club 88    | a 3'17"   |
| 8    | Gianni Faresin       | ZG Mobili-Selle Italia       | a 3'45"   |
| 9    | Fabrizio Settembrini | Italbonifica-Navigare        | a 4'03"   |
| 10   | Luc Roosen           | Tulip                        | a 4'31"   |